# Pattaya Women's Open
Pattaya Women's Open — щорічний жіночій професійний тенісний турнір. Проводився в місті Паттая Таїланді від 1991 до 2015 року. У 1991 - 1992 і 2001 - 2003 роках належав до V категорії WTA. З 1993 по 2000 і з 2005 (після року неактивності) по 2008 належав до IV категорії WTA. З 2009 року турнір належав до WTA International з призовим фондом 250 тисяч доларів і турнірною сіткою, розрахованою на 32 учасниці в одиночному розряді і 16 пар. Турнір 2015 року був останнім.

## Загальна інформація
Змагання в Паттаї створено напередодні сезону 1991 як частину весняної східно-азійської хардової серії турнірів. Через рік приз вперше отримує категорію змагання WTA. Напередодні сезону 1995 чемпіонат вперше змінює свої терміни проведення, переїжджаючи з квітня на листопад - на самий кінець сезону. Після 2003 року змагання знову змінює терміни проведення, зсунувшись з листопада на початок лютого. У підсумку турнір 2004 було вирішено не проводити.
Переможниці та фіналістки
П'ять тенісисток вигравали одиночний турнір понад один раз, але лише Даніела Гантухова змогла здобути три перемоги на місцевих кортах. З представниць Таїланду у вирішальних матчах двічі, з різницею в 14 років, грала Тамарін Танасугарн, але вона так і не змогла виграти хоча б один титул.
У парному розряді також нікому не вдалося виграти змагання більш ніж двічі. Двічі вигравали: шведка Оса Свенссон, австралійка Крістін Кунс, китаянки Сунь Тяньтянь і Чжань Юнжань, а також тайка Тамарін Танасугарн. Уродженка Лос-Анджелеса єдина з господинь змагань грала у фіналі турніру в цьому розряді. Вісім разів титул вигравали мононаціональні пари, включаючи чотири випадки коли титул діставався китайським парам: представницям КНР і Тайваню. Єдиний вирішальний матч, де всі учасниці представляли одну країну, припав на фінал парного турніру 2006 року, коли всі тенісистки, які вийшли на корт, представляли КНР.

## Фінали

### Одиночний розряд
| Рік  | Чемпіонка             | Медалістка             | Рахунок             |
| ---- | --------------------- | ---------------------- | ------------------- |
| 1991 | Яюк Басукі            | Савамацу Наоко         | 6–2, 6–2            |
| 1992 | Сабін Аппельманс      | Андреа Стрнадова       | 7–5, 3–6, 7–5       |
| 1993 | Яюк Басукі            | Маріанн Вердел-Вітмеєр | 6–3, 6–1            |
| 1994 | Сабін Аппельманс      | Петті Фендік           | 6–7(5), 7–6(5), 6–2 |
| 1995 | Барбара Паулюс        | І Цзінцьянь            | 6–4, 6–3            |
| 1996 | Руксандра Драгомір    | Тамарін Танасугарн     | 7-6(4), 6-4         |
| 1997 | Ганрієта Нагійова     | Домінік ван Рост       | 7–5, 6–7(6), 7–5    |
| 1998 | Жулі Алар-Декюжі      | Лі Фан                 | 6–1, 6–2            |
| 1999 | Магдалена Малеєва     | Анне Кремер            | 4–6, 6–1, 6–2       |
| 2000 | Анне Кремер           | Тетяна Панова          | 6–1, 6–4            |
| 2001 | Патті Шнідер          | Ганрієта Нагійова      | 6–0, 6–4            |
| 2002 | Ангелік Відяя         | Чо Юнчун               | 6–2, 6–4            |
| 2003 | Ганрієта Нагійова     | Любомира Кургайцова    | 6–4, 6–2            |
| 2005 | Кончіта Мартінес      | Анна-Лена Гренефельд   | 6–3, 3–6, 6–3       |
| 2006 | Шахар Пеєр            | Єлена Костанич-Тошич   | 6–3, 6–1            |
| 2007 | Сібіль Баммер         | Хісела Дулко           | 7–5, 3–6, 7–5       |
| 2008 | Агнешка Радванська    | Джил Крейбас           | 6–2, 1–6, 7–6(4)    |
| 2009 | Віра Звонарьова       | Саня Мірза             | 7–5, 6–1            |
| 2010 | Віра Звонарьова       | Тамарін Танасугарн     | 6–4, 6–4            |
| 2011 | Даніела Гантухова     | Сара Еррані            | 6–0, 6–2            |
| 2012 | Даніела Гантухова     | Марія Кириленко        | 6–7(4), 6–3, 6–3    |
| 2013 | Марія Кириленко       | Сабіне Лісіцкі         | 5–7, 6–1, 7–6(7–1)  |
| 2014 | Катерина Макарова     | Кароліна Плішкова      | 6–3, 7–6(9–7)       |
| 2015 | Даніела Гантухова (3) | Айла Томлянович        | 3–6, 6–3, 6–4       |

### Парний розряд
| Рік  | Чемпіонки                              | Фіналістки                           | Рахунок               |
| ---- | -------------------------------------- | ------------------------------------ | --------------------- |
| 1991 | Міяґі Нана Сузанна Вібово              | Хіракі Ріка Нісія-Кіносіта Акемі     | 6–1, 6–4              |
| 1992 | Ізабелль Демонго Наталя Медведєва      | Паскаль Параді-Маньон Сандрін Тестю  | 6–1, 6–1              |
| 1993 | Кеммі Макгрегор Катрін Свір            | Петті Фендік Мередіт Макграт         | 6–3, 7–6(7–3)         |
| 1994 | Петті Фендік Мередіт Макграт           | Яюк Басукі Міяґі Нана                | 7–6(7–0), 3–6, 6–3    |
| 1995 | Джилл Гетерінгон Крістін Канс          | Крістін Годрідж Міяґі Нана           | 2–6, 6–4, 6–3         |
| 1996 | Саекі Міхо Йосіда Юка                  | Тіна Крижан Міяґі Нана               | 6-2, 6-3              |
| 1997 | Крістін Канс (2) Коріна Мораріу        | Флоренсія Лабат Домінік ван Рост     | 6–3, 6–4              |
| 1998 | Жулі Алар-Декюжі Ельс Калленс          | Хіракі Ріка Александра Ольша         | 3–6, 6–2, 6–2         |
| 1999 | Оса Свенссон Емілі Луа                 | Євгенія Кулаковська Патріція Вартуш  | 6–1, 6–4              |
| 2000 | Яюк Басукі Каролін Віс                 | Тіна Крижан Катарина Среботнік       | 6–3, 6–3              |
| 2001 | Оса Карлссон (2) Ірода Туляганова      | Лізель Губер Вінне Пакусья           | 4–6, 6–3, 6–3         |
| 2002 | Келлі Лігган Рената Ворачова           | Ліна Красноруцька Тетяна Панова      | 7–5, 7–6(9–7)         |
| 2003 | Лі Тін Сунь Тяньтянь                   | Вінне Пакусья Ангелік Віджая         | 6–4, 6–3              |
| 2005 | Маріон Бартолі Анна-Лена Гренефельд    | Марта Домаховська Сільвія Талая      | 6–3, 6–2              |
| 2006 | Лі Тін (2) Сунь Тяньтянь (2)           | Янь Цзи Чжен Цзє                     | 3–6, 6–1, 7–6(7–5)    |
| 2007 | Ніколь Пратт Мара Сантанджело          | Чжань Юнжань Чжуан Цзяжун            | 6–4, 7–6(7–4)         |
| 2008 | Чжань Юнжань Чжуан Цзяжун              | Сє Шувей Ваня Кінґ                   | 6–4, 6–3              |
| 2009 | Ярослава Шведова Тамарін Танасугарн    | Юлія Бейгельзимер Віталія Дяченко    | 6–3, 6–2              |
| 2010 | Марина Еракович Тамарін Танасугарн (2) | Анна Чакветадзе Ксенія Первак        | 7–5, 6–1              |
| 2011 | Сара Еррані Роберта Вінчі              | Сунь Шеннань Чжен Цзє                | 3–6, 6–3, [10–5]      |
| 2012 | Саня Мірза Анастасія Родіонова         | Чжань Хаоцін Чжань Юнжань            | 3–6, 6–1, [10–8]      |
| 2013 | Кіміко Дате-Крумм Кейсі Деллаква       | Акгул Аманмурадова Олександра Панова | 6–3, 6–2              |
| 2014 | Пен Шуай Чжан Шуай                     | Алла Кудрявцева Анастасія Родіонова  | 3–6, 7–6(7–5), [10–6] |
| 2015 | Чжань Хаоцін Чжань Юнжань (2)          | Аояма Суко Тамарін Танасугарн        | 2–6, 6–4, [10–3]      |